# Lac Brûlé, Mauricie
Lac Brûlé är en sjö i Kanada.   Den ligger i regionen Mauricie och provinsen Québec, i den sydöstra delen av landet, 300 km nordost om huvudstaden Ottawa. Lac Brûlé ligger 222 meter över havet. Arean är 2,4 kvadratkilometer. Den sträcker sig 2,6 kilometer i nord-sydlig riktning, och 3,9 kilometer i öst-västlig riktning.
I omgivningarna runt Lac Brûlé växer i huvudsak blandskog. Runt Lac Brûlé är det mycket glesbefolkat, med 4 invånare per kvadratkilometer.